# Boris Antonovič Četvertinskij
Principe Boris Antonovič Četvertinskij, in russo Борис Антонович Четвертинский? (Przemyśl, 1784 – Mosca, 23 gennaio 1865), è stato un nobile e ufficiale russo.

## Biografia
Era il figlio del principe Antonij Stanisław Czetwertyński-Światopełk, e della sua prima moglie, la baronessa Thekla Campenhausen. L'11 novembre 1792, Boris iniziò la sua carriera militare nel Reggimento Preobraženskij.

## Carriera
Durante la rivolta di Kościuszko nel 1794, suo padre venne impiccato.  La famiglia venne posta sotto la protezione dell'imperatrice Caterina. Le figlie divennero damigelle e collocate nel palazzo mentre il giovane Boris divenne sottotenente nel Reggimento Preobraženskij.
Il 18 giugno 1805 entrò nel reggimento degli Ussari. Partecipò alle Guerre napoleoniche. L'11 febbraio 1810, ancora una volta lasciò il servizio, nonostante l'opinione del granduca Konstantin Pavlovič e il desiderio dell'imperatore di tenerlo nell'esercito. Le sue dimissioni furono di breve durata. Dopo che Napoleone andò in esilio per la seconda volta, Boris terminò la sua carriera.

## Matrimonio

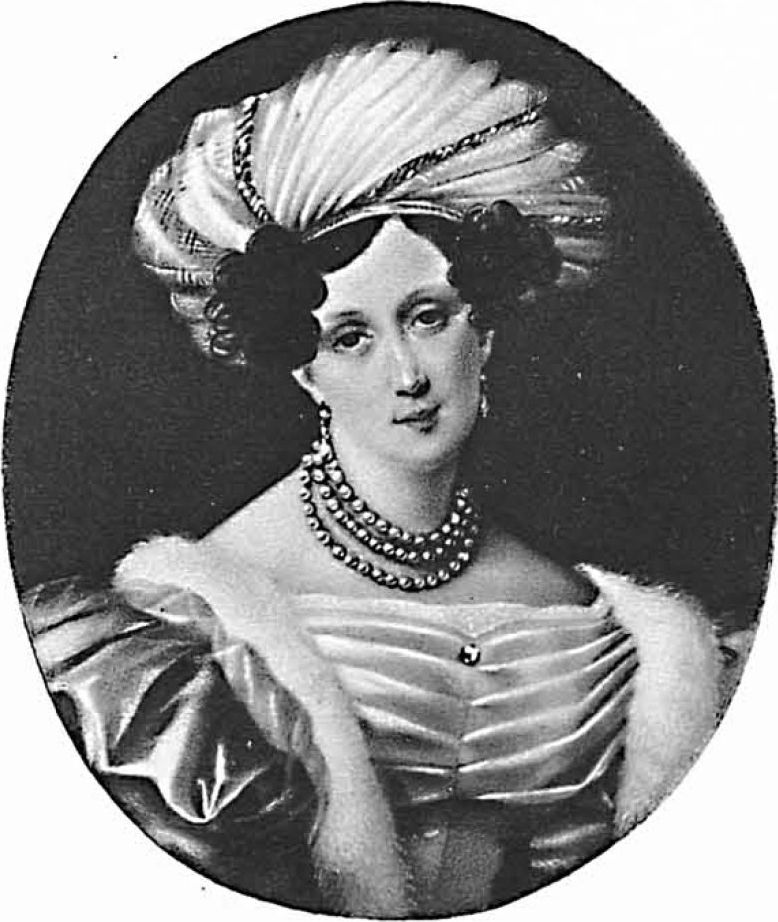
Nadežda Fëdorovna Gagarina

Nel 1809 sposò la principessa Nadežda Fëdorovna Gagarina (1792-1883), figlia del principe Fëdor Sergeevič Gagarin e di Praskov'ja Jur'evna Trubeckaja. Ebbero nove figli:
- Boris Borisovič (1811-1862);
- Nadežda Borisovna (1812-1909), sposò il principe Aleksej Ivanovič Trubeckij;
- Fëdor Borisovič (1814-1831);
- Elisaveta Borisovna (1815-1869), sposò il barone Aleksandr Grigor'evič Rosen;
- Praskov'ja Borisovna (1818-1899), sposò il principe Sergej Aleksandrovič Ščerbatov, ebbero due figli: Nikolaj e Praskov'ja;
- Vladimir Borisovič (1824-12 novembre 1859), sposò la contessa Ol'ga Nikolaevna Gur'eva, ebbero un figlio;
- Natal'ja Borisovna (1825-1906), sposò Dmitrij Fëdorovič Šachovskij;
- Vera Borisovna (1826-8 dicembre 1894);
- Marija Borisovna (?-1877).

## Morte
Durante gli ultimi anni della sua vita, il principe Boris visse a Mosca, dove morì il 23 gennaio 1865 e fu sepolto nella sua tenuta a Podol'sk.